# Jonathan Hogg
Jonathan Lee Hogg (* 6. Dezember 1988 in Middlesbrough) ist ein englischer Fußballspieler, der seit Sommer 2013 bei Huddersfield Town unter Vertrag steht.

## Karriere
Jonathan Hogg begann seine Karriere 1997 in der Jugend des FC Middlesbrough, ehe er 2004 bei Aston Villa anheuerte. Im März 2007 warf ihn eine Verletzung am Kreuzband weit zurück, doch nach Auskurierung der Verletzung kam er in die Reservemannschaft und war mit seinen Toren maßgeblich am Gewinn der Premier Reserve League South 2008/09 beteiligt. Im Juli 2008 bekam er einen Zweijahresvertrag bei Aston und gehörte zum Kader, welcher den Peace Cup 2009 gewinnen konnte.
Im November 2009 wurde er für sechs Wochen an den FC Darlington aus der Football League Two verliehen. Er debütierte am 21. November gegen den FC Chesterfield und traf in der 87. Minute zum 2:3-Anschlusstreffer, ehe Scott Boden mit noch zwei Toren die 2:5-Niederlage besiegelte.
Zur Saison 2010/11 stand Hogg vorerst im Profikader von Aston Villa. Er gab am 19. August 2010 erst beim 1:1-Unentschieden gegen den SK Rapid Wien in der UEFA Europa League und am 13. November schließlich beim 2:2-Unentschieden gegen Manchester United in der Premier League sein Debüt für Villa. Im Dezember unterzeichnete Hogg einen neuen Vertrag bis zum Jahr 2013.
Am 25. Januar 2011 wurde er bis zum Ende der Saison an den FC Portsmouth ausgeliehen. Noch am selben Tag kam er bei der 1:2-Niederlage gegen den FC Burnley zu seinem ersten Spiel für Portsmouth. Nach 19 Ligaspielen und keinem Torerfolg kehrte er am Ende der Saison zu Aston Villa zurück.
Am 30. August 2011 wechselte Hogg zum englischen Zweitligisten FC Watford und unterschrieb einen Dreijahresvertrag. Zwei Tage später absolvierte er sein Ligadebüt gegen Birmingham City. Am Ende der Saison 2011/12 absolvierte er 40 Ligaspiele für Watford und wurde zum viertbesten Spieler der Saison gewählt.
Obwohl Hogg ein Stammspieler beim FC Watford war und beinahe der Aufstieg in die Premier League gelang, unterschrieb er am 29. Juli 2013 einen Drei-Jahres-Vertrag bei Huddersfield Town.

## Titel und Erfolge
- Peace Cup: 2009
- Premier Reserve League South: 2008/09